# 235852 Theogeuens
235852 Theogeuens è un asteroide della fascia principale. Scoperto nel 2005, presenta un'orbita caratterizzata da un semiasse maggiore pari a 2,7722364 au e da un'eccentricità di 0,0595230, inclinata di 4,94967° rispetto all'eclittica.